# Rețeaua globală condusă de refugiați
Rețeaua Globală Condusă de Refugiați (acronim GRN), cunoscută anterior sub numele de Rețeaua pentru Vocile Refugiaților, este o organizație internațională non-profit care organizează activități de advocacy între organizațiile locale și naționale pentru refugiați.

## Mandat și structură
Rețeaua globală condusă de refugiați își propune să se asigure că Organizația Națiunilor Unite și alți factori de decizie la nivel global sunt bine informați de vocile refugiaților.
GPN este organizat în jurul a șase regiuni globale: Africa, Orientul Mijlociu și Africa de Nord, America de Sud, America de Nord, Asia Pacific și Europa. Câte un reprezentant pentru fiecare dintre cele șase regiuni formează un comitet director. Conform unui raport al Consiliului European pentru Refugiați și Exilați privind statutul organizațiilor comunitare conduse de refugiați (RCO), publicat în decembrie 2020, majoritatea în Uniunea Europeană sunt organizații voluntare de la nivel local (VGO).

## Istorie
Rețeaua globală condusă de refugiați a fost cunoscută anterior sub numele de Rețeaua pentru Vocile Refugiaților.
Rețeaua globală condusă de refugiați a participat la primul Forum global pentru refugiați al Înaltului Comisariat al Națiunilor Unite pentru Refugiați (UNHCR) în 2019.

## Activitățile organizației
Reprezentanții Republicii Globale pentru Refugiați (RPG) găzduiesc summituri pentru refugiați pentru a contribui la Forumul Global pentru Refugiați al UNHCR și colaborează cu Consiliul Consultativ Global pentru Tineret al UNHCR. RPG a fost descrisă ca fiind „unul dintre cei mai influenți actori” care promovează participarea la Forumul Global pentru Refugiați de către Refugees International în 2019.
Pe 8 aprilie 2020, GPN a găzduit o conferință globală cu peste 100 de lideri ai refugiaților și a cerut o mai mare includere a refugiaților în elaborarea politicilor.